# The MOFO Project/Object
 (décembre 2023).
Le contenu est difficilement compréhensible vu les erreurs de traduction, qui sont peut-être dues à l'utilisation d'un logiciel de traduction automatique.
The MOFO Project/Object est un album de Frank Zappa. L'album a été annoncé par le Zappa Family Trust à la mi-2006. Il commémore le 40e anniversaire du premier album de Zappa, Freak Out !. Il documente la réalisation de Freak Out ! présentant du matériel inédit. Il a été publié sous la forme d'un ensemble de 4 CD dans un emballage unique. Il s'agit du projet/objet no 1 d'une série de documentaires audio du 40e anniversaire de FZ.
Un ensemble de 2 CD plus abordable a également été publié. Les pistes 2, 5, 11, 12, 13, 15 et 16 du CD2 sont uniques à cet ensemble de 2 CD (ces sept pistes n'apparaissent pas sur le coffret de quatre disques). Tous les autres morceaux sont disponibles sur le coffret de 4 CD The MOFO Project/Object.
Le premier CD de chaque coffret comprend le mix vinyle original de 1966 de Freak Out !. Ce mix a une outro kazoo plus courte sur Who Are The Brain Police?.

## Liste des pistes

### Version 4 CD
Disque 1
Mixage LP stéréo original de 1966 de Freak Out !
Aucune de ces pistes n'est apparue auparavant dans un format en dehors du Vault autre que la configuration proposée ici.
| 1.  | Hungry Freaks, Daddy - Vocal Overdub Take 1                                                    | 3:47 |
| 2.  | Any Way the Wind Blows - Vocal Overdub                                                         | 2:53 |
| 3.  | Go Cry On Somebody Else's Shoulder - Vocal Overdub Take 2                                      | 3:48 |
| 4.  | I Ain't Got No Heart - Vocal Overdub Master Take                                               | 2:27 |
| 5.  | Motherly Love - Vocal Overdub Master Takes                                                     | 3:09 |
| 6.  | I'm Not Satisfied - 2nd Vocal Overdub Master, Take 2 (Rough Mix)                               | 2:38 |
| 7.  | You're Probably Wondering Why I'm Here - Vocal Overdub Take 1 (Incomplete)/Take 2 (Incomplete) | 1:58 |
| 8.  | You're Probably Wondering Why I'm Here - Basic Tracks                                          | 3:40 |
| 9.  | Who Are the Brain Police? - Basic Tracks                                                       | 3:42 |
| 10. | How Could I Be Such a Fool? - Basic Tracks                                                     | 2:24 |
| 11. | Any Way the Wind Blows - Basic Tracks                                                          | 2:48 |
| 12. | Go Cry On Somebody Else's Shoulder - Basic Tracks                                              | 3:43 |
| 13. | I Ain't Got No Heart - Basic Tracks                                                            | 2:36 |
| 14. | You Didn't Try to Call Me - Basic Tracks                                                       | 3:01 |
| 15. | Trouble Every Day - Basic Tracks                                                               | 7:11 |
| 16. | Help, I'm a Rock - FZ Edit                                                                     | 5:48 |
| 17. | Who Are the Brain Police? (Section B) - Alternate Take                                         | 1:15 |
| 18. | Groupie Bang Bang                                                                              | 3:51 |
| 19. | Hold On to Your Small Tiny Horsies...                                                          | 2:08 |

| 1.  | Objects                                   | 4:32 |
| 2.  | Freak Trim (Kim Outs a Big Idea)          | 5:14 |
| 3.  | Percussion Insert Session Snoop           | 3:18 |
| 4.  | Freak Out Drum Track (w/ Timp. & Lion)    | 4:04 |
| 5.  | Percussion Object 1 & 2 (FZ Edit)         | 6:01 |
| 6.  | Lion Roar & Drums From Freak Out!         | 5:36 |
| 7.  | Vito Rocks the Floor (Greek Out!)         | 6:09 |
| 8.  | Low Budget Rock & Roll Band               | 2:14 |
| 9.  | Suzy Creamcheese (What's Got Into You?)   | 5:47 |
| 10. | Motherly Love (live)                      | 3:12 |
| 11. | You Didn't Try to Call Me (live)          | 4:06 |
| 12. | I'm Not Satisfied (live)                  | 2:53 |
| 13. | Hungry Freaks, Daddy (live)               | 3:37 |
| 14. | Go Cry On Somebody Else's Shoulder (live) | 2:32 |

| 1.  | Wowie Zowie                                 | 3:02 |
| 2.  | Who Are the Brain Police? (Section A, C, B) | 4:31 |
| 3.  | Hungry Freaks, Daddy                        | 3:37 |
| 4.  | Cream Cheese (Work Part)                    | 7:57 |
| 5.  | Trouble Every Day (Single Edit)             | 2:39 |
| 6.  | It Can't Happen Here (Mothermania version)  | 3:19 |
| 7.  | Psychedelic Music                           | 2:34 |
| 8.  | MGM                                         | 1:54 |
| 9.  | Dope Fiend Music                            | 2:06 |
| 10. | How We Made It Sound That Way               | 5:08 |
| 11. | Poop Rock                                   | 0:46 |
| 12. | Machinery                                   | 1:00 |
| 13. | Psychedelic Upholstery                      | 1:44 |
| 14. | Psychedelic Money                           | 1:20 |
| 15. | Who Are the Brain Police?                   | 3:39 |
| 16. | Any Way the Wind Blows                      | 2:58 |
| 17. | Hungry Freaks, Daddy                        | 3:33 |
| 18. | The 'Original' Group                        | 1:29 |
| 19. | Necessity                                   | 1:18 |
| 20. | Union Scale                                 | 1:46 |
| 21. | 25 Hundred Signing Fee                      | 1:12 |
| 22. | Tom Wilson                                  | 0:33 |
| 23. | My Pet Theory                               | 2:18 |
| 24. | There is No Need                            | 0:43 |

Mixage LP stéréo original de 1966 de Freak Out !
| 1.  | Trouble Every Day (Basic Tracks)                          | 7:10 |
| 2.  | Who Are the Brain Police?                                 | 3:26 |
| 3.  | I Ain't Got No Heart (Basic Tracks)                       | 2:36 |
| 4.  | You Didn't Try to Call Me (Basic Tracks)                  | 3:00 |
| 5.  | How Could I Be Such a Fool?                               | 2:13 |
| 6.  | Any Way the Wind Blows - 1987 FZ Remix                    | 2:51 |
| 7.  | Go Cry on Somebody Else's Shoulder (Vocal Overdub Take 2) | 3:46 |
| 8.  | Motherly Love (Vocal Overdub Master Takes)                | 3:09 |
| 9.  | "Tom Wilson"                                              | 0:33 |
| 10. | "My Pet Theory"                                           | 2:17 |
| 11. | Hungry Freaks, Daddy (Basic Tracks)                       | 3:28 |
| 12. | Help, I'm a Rock - 1970 FZ Remix                          | 4:43 |
| 13. | It Can't Happen Here - 1970 FZ Remix                      | 3:58 |
| 14. | Freak Out Drum Track (w/ Timp. & Lion)                    | 4:03 |
| 15. | Watts Riot Demo/Fillmore Sequence                         | 2:07 |
| 16. | Freak Out Zilofone                                        | 3:00 |
| 17. | Low Budget Rock & Roll Band                               | 2:42 |

## Crédits
- Arthur Maebe
- Benjamin Barrett
- Bob Stone - Remixing
- Carl Franzoni
- Carol Kaye
- Chris Riess - Liner Notes
- Dave Wells
- David Anderle
- David Fricke - Liner Notes
- Doug Sax - Remastering
- Edgard Varèse - Author
- Elliot Ingber - Guitar, Guitar (Rhythm)
- Emmet Sargeant
- Eugene Dinovi
- Frank Zappa - Arranger, Art Direction, Author, Conductor, Executive Producer, Orchestration, Percussion, Producer, Remixing, Text
- Gail Zappa - Producer
- Gene Estes - Percussion
- George Price
- Jack Anesh - Cover Design
- Jim Black - Drums, Percussion, Vocals
- Joe Travers - Producer, Vault Research
- John "Snakehips" Johnson
- John Polito - Audio Restoration, Mastering
- John Rotella
- Joseph Saxon
- Ken Watson - Percussion
- Kim Fowley
- Kurt Reher
- Melanie Starks - Production Coordination
- Mothers Auxiliary
- Neil Levang
- Paul Bergstrom
- Plas Johnson
- Ray Collins - Finger Cymbals, Hair Stylist, Harmonica, Tambourine, Vocals
- Ray Leong - Cover Photo
- Raymond Kelley (cello)
- Roy Caton
- Roy Estrada - Bass, Guitarron, Soprano (Vocal)
- Sangwook "Sunny" Nam - Remastering
- Stan Agol - Remixing
- Terry Gilliam
- Tom Wilson - Producer
- Tracy Veal - Art Direction, Layout Design
- Val Valentine - Engineering Director
- Virgil Evans